# Либертин из Агридженто
Святой Либерти́н (итал. San Libertino; I век — II век) — святой, первый епископ Агригента (современный Агридженто) на Сицилии, священномученик. День памяти — 3 ноября.

## Биография
Достоверных сведений о жизни святого Либертина не существует. Самый ранний источник написан не ранее V века, хотя их авторы и могли использовать более ранние источники. Согласно преданию, святой Либертин был послан в Агригент апостолом Петром проповедовать Евангелие, и таким образом стал первым епископом этого города. Предание гласит, что его проповеди были настолько эффективными, что это вызвало неудовольствие римских властей, арестовавших Либертина и потребовавших от него отречьсф от христианской веры. После отказа, Либертин принял мученическую смерть вместе со святым Пеллегрином на горе Кроталео, местонахождение которой неизвестно. Согласно традиции, в последующие после смерти Либертина годы на его могиле случались многочисленные чудеса. Датировку жизни Либертина позволяет примерно определить тот факт, что он, по всей видимости, был современником святого Марциана — первого епископа Сиракузского.

Согласно предяния, святой Либертин построил первую в Агригенте христианскую церковь, возможно, находившуюся на месте нынешнего кафедрального собора Агридженто. Предание гласит, что незадолго до смерти святой Либертин произнес стих, на латыни звучащий так: 
Gens iniqua, plebs rea, non videbis ossa mea
По одной из версий, название северных ворот города, Биббиррия, произошло от искаженного последнего слова Либертина. Однако более вероятно, что название происходит от арабского слова, означающего «Врата ветров» (Bab er rijah). 

## Почитание
Почитание святого Либертина существовало в Агридженто с самых ранних времён. К святому Либертину обращались за помощью в 1625 году во время эпидемии чумы, поразившей Агридженто.